# Era wielkiej unifikacji
Era wielkiej unifikacji – pojęcie stosowane w kosmologii dla określenia drugiej fazy rozwoju Wszechświata, następującej po erze Plancka i poprzedzającej erę inflacji.
Na podstawie kosmologicznego modelu rozszerzającego się Wszechświata przyjmuje się, że era ta rozpoczęła się w chwili t =10−43 s
po Wielkim Wybuchu, kiedy gęstość materii wynosiła 1092 g/cm³, a jej temperatura 1032 K. Z chwilą rozpoczęcia się ery wielkiej unifikacji efekty kwantowe osłabły i zaczęły obowiązywać prawa ogólnej teorii względności. Efekty kwantowe spowodowały duże fluktuacje gęstości. W istniejących wówczas warunkach wszystkie występujące obecnie oddziaływania z wyjątkiem grawitacji (a więc jądrowe oddziaływanie silne i słabe oraz oddziaływanie elektromagnetyczne) złączone były w jedno pierwotne oddziaływanie. Jednak w chwili t =10−34 s, gdy gęstość materii wynosiła 1074 g/cm³, a temperatura 1027 K, co odpowiada energii 1014 GeV, od pierwotnego oddziaływania odłączyło się oddziaływanie silne jądrowe i to ono zaczęło odgrywać zasadniczą rolę w istniejących warunkach. Rozpoczęła się era inflacji, podczas której doszło do błyskawicznej ekspansji Wszechświata i znacznego zmniejszenia pierwotnych różnic w gęstości Wszechświata.